# William Kisum
William Kisum, född 17 maj 1931 i Viborg, död 7 maj 2023, var en dansk skådespelare.

## Filmografi (urval)
- 1985 - Orions belte
- 1976 - I løvens tegn
- 1975 – Justine och Juliette
- 1974 - I Tyrens tegn